# Lajosmizse

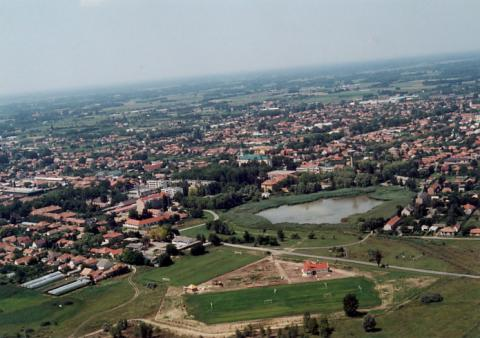
Utsikt över Lajosmizse.

Lajosmizse är en mindre stad i Ungern med 11 461 invånare (2020).